# Unbreakable World Tour
 (février 2018).
Si vous disposez d'ouvrages ou d'articles de référence ou si vous connaissez des sites web de qualité traitant du thème abordé ici, merci de compléter l'article en donnant les références utiles à sa vérifiabilité et en les liant à la section « Notes et références ».
Tournées par Janet Jackson
Number Ones: Up Close and Personal
(2011) State of the World Tour
(2017-2019)
Unbreakable World Tour est la septième tournée mondiale de Janet Jackson. L’album Unbreakable est le premier album de Janet après la mort de son frère Michael Jackson.

## Programme
- BURNITUP!
- Nasty / Feedback / Miss You Much / Alright / You Want This
- Control / What Have You Done For Me Lately / The Pleasure Principle
- Escapade / When I Think Of You / All for You
- All Nite (Don’t Stop)
- Love Will Never Do (Without You)
- After Your Fall
- Again / Come Back to Me / Let's Wait Awhile / I Get Lonely
- Any Time , Any Place
- No Sleeep
- Got 'til It's Gone
- That's the Way Love Goes
- Together Again
- The Best Things in Life Are Free
- Throb
- Black Cat
- If
- Scream / Rhythm Nation
- Shoulda Know Better
- Unbreakable